# NGC 6547
NGC 6547 је лентикуларна галаксија у сазвежђу Херкул која се налази на NGC листи објеката дубоког неба.
Деклинација објекта је + 25° 13' 58" а ректасцензија 18h 5m 10,0s. Привидна величина (магнитуда) објекта NGC 6547 износи 13,5 а фотографска магнитуда 14,4. NGC 6547 је још познат и под ознакама UGC 11110, MCG 4-43-1, CGCG 141-48, CGCG 142-1, PGC 61378.